# 茶巾
茶巾（ちゃきん）とは、茶道の点前の途中などで茶碗を拭くために使う布である。水屋七拭の筆頭。受汚とも書く。

## 概要
白い麻布を用いることが多い。歴史的には朝鮮照布が最上、次いで江州晒（野洲晒や高宮晒）とされていたが、現代では奈良晒を高級品とする。用途や流儀などによりそのサイズは異なるが、一尺×五寸（30cm × 15cm）ほどの長方形であることが多い。

## 形状
一般的に用いられているのは幅1尺に織った白い麻布を長さ5寸5分に裁ち、裁ち目を白糸で「撚りくけ」にかがり縫いして、5寸に仕上げたもの。このとき上端と下端で逆向きにかがることで、裏表が生じないようにしてある。元来きまった寸法はなく、『茶道要録』には「長サノ定ナシ、茶盌ノ大小相應ノ心得アリ、露ヲ能取ベキ爲メ也。」とある。。

## 取り扱い
茶道では水に浸したあと絞って使用するが、流派により使い方や畳み方も異なる。
茶碗を拭き清める目的のものであり、客を招く際に使い回すべきではない。利休百首に「水と湯と茶巾茶筅に箸楊枝柄杓と心新しきよし」という一首がある。また『茶話指月集』には、ある人が茶湯道具の購入を依頼した際、利休は金子をすべて白布の購入にあて、茶を飲むには茶巾さえきれいであれば良いと言った、という挿話がある。

### たたみ方
茶巾のたたみ方には何通りかあり、流儀や用途によって使い分けられる。通常の点前で用いられるものにふくだめ茶巾と千鳥茶巾があり、三千家ではふくだめ茶巾を用いるのに対し、遠州流などでは千鳥茶巾を用いるというような違いが知られている。

#### ふくだめ茶巾

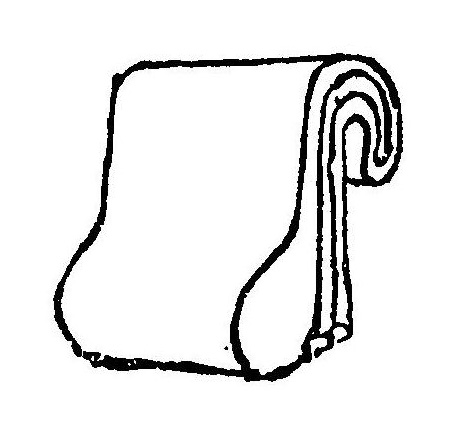
ふくだめ茶巾

茶巾を横に持ち、上辺を向こうへ2回（1回の流儀もある）たたみ、左手親指にかけながら左右半分にたたみ、さらに右側を向こうへたたみ、右端を折り返す。左親指にかかっていた部分（ふくだめ）が手前になる向きを正面とする。ふくだみ茶巾とも。

#### 千鳥茶巾
茶巾を対角に持って3つ折にしてから両耳が出るようにたたむことで千鳥のような形にする。

### 点前

#### 絞り茶巾
茶巾を通常のようにたたんで持ち出すのではなく、絞ったままで持ち出す。極寒期の取り扱いで、茶筅通し（茶筅湯じ）の途中で茶巾をたたむ時間を取ることで、茶碗が十分に温まるという趣向。また酷暑期には、茶筅通しの後に茶巾をたたむ時間を取ることで茶碗を冷ますという趣向。

#### 洗い茶巾
酷暑期の取り扱いで、平茶碗に水を張り角かけの茶巾のまま持ち出す。茶筅通しの前に茶巾を絞ってたたむ。流儀によってはさらし茶巾などの異称がある。

## 紅茶巾
千宗旦好み。東福門院での稽古の折に女房達の口紅が茶碗から茶巾に移り目立つため、紅花で染めて用いたのが始まりという伝承がある。還暦祝いの茶事などで用いられることがある。

## 備考
- 茶会での謝礼の表書きに「茶巾料」と書くこともある。
- 巾着状の口の縛り方を茶巾縛り（ちゃきんしばり）と呼び、その特徴をもった袋状のものを指して、茶巾包（ちゃきんづつみ）、略して茶巾と呼ぶ場合がある。その昔、砂金を一定量包封した巾着状の袋を砂金（沙金、しゃきん）包や砂金嚢と呼んでおり、「しゃきん」が転化して「ちゃきん」になったという[4]。